# Уравнения на Айнщайн
Уравненията на Айнщайн са десет уравнения в общата теория на относителността на Алберт Айнщайн, които описват фундаменталното взаимодействие на гравитацията в резултат от изкривяването на пространство-времето от масата и енергията. Първоначално публикувани от Айнщайн през 1915 г. като тензорно уравнение, уравненията на Айнщайн съотнасят кривината на пространство-времето към локалните енергия и импулс в това пространство-време.
Подобно на начина, по който електромагнитните полета се определят с помощта на заряди и токове чрез уравненията на Максуел, уравненията на Айнщайн се използват за определяне на геометрията на пространство-времето, произлизаща от наличието на маса-енергия и линеен импулс, тоест те определят метричния тензор на пространство-времето. Връзката между метричния тензор и тензора на Айнщайн позволява уравненията на Айнщайн да се запишат като редица от нелинейни частни диференциални уравнения, когато се използват по този начин. Решенията на уравненията са компоненти на метричния тензор. Инерционните траектории на частиците и излъчването в получената геометрия след това се изчисляват чрез геодезично уравнение.
Освен че се спазват локалното запазване на енергията/импулса, уравненията на Айнщайн се съкращават до закона за всеобщото привличане на Нютон, при който гравитационното поле е слабо, а скоростите са много по-ниски от скоростта на светлината.
Точни решения на уравненията на Айнщайн могат да се намерят само при опростени предположения, като например някакъв вид симетрия. Специалните класове от точни решения са най-често изследваните, тъй като те моделират много гравитационни явления, като например въртящи се черни дупки и разширението на Вселената. Допълнително опростяване се постига чрез приравняване на действителното пространство-време с равно такова с малко отклонение, което довежда до линейни уравнения на Айнщайн. Тези уравнения се използват за изучаването на явления като гравитационните вълни.

## Математически вид
Уравненията на Айнщайн могат се запишат във вида:
| {\displaystyle R_{\mu \nu }-{\tfrac {1}{2}}Rg_{\mu \nu }+\Lambda g_{\mu \nu }={\frac {8\pi G}{c^{4}}}T_{\mu \nu }} |
където Rμν е тензорът на Ричи, R е скаларната кривина, gμν е метричният тензор, Λ е космологичната константа, G е гравитационната константа, c е скоростта на светлината във вакуум, а Tμν е енергийно-импулсният тензор. Уравненията на Айнщайн свързват редица от симетрични 4 × 4 тензора. Всеки тензор има 10 независими компонента.
Макар уравненията на Айнщайн първоначално да са формулирани в контекста на четириизмерна теория, някои теоретици проучват резултати от тях в n измерения.
Въпреки простия вид на уравненията, те всъщност са доста сложни. Като се има предвид дадено разпределение на материята и енергията под формата на енергийно-импулсен тензор, уравненията на Айнщайн се считат за уравнения за метричния тензор gμν, тъй като тензорът на Ричи и скаларната кривина са свързани с метриката по сложен, нелинеен начин. Всъщност, ако се запишат в пълния си вид, уравненията на Айнщайн представляват система от десет нелинейни хиперболично-елипсовидни частни диференциални уравнения.
Уравненията могат да се запишат в компактен вид, като се определи тензора на Айнщайн:
{\displaystyle G_{\mu \nu }=R_{\mu \nu }-{\tfrac {1}{2}}Rg_{\mu \nu },}
което е симетричен тензор от второ ниво, функция на метриката. Тогава уравненията могат да имат вида:
{\displaystyle G_{\mu \nu }+\Lambda g_{\mu \nu }={\frac {8\pi G}{c^{4}}}T_{\mu \nu }.}
Изразът отляво представлява кривината на пространство-времето, докато изразът отдясно представлява съдържанието на материя/енергия в това пространство-време. По този начин уравненията на Айнщайн могат да бъдат интерпретирани като редица уравнения, описващи как материята/енергията определят кривината на пространство-времето.
Тези уравнения, заедно с геодезичното уравнение, описващо как свободно падащата материя се придвижва в пространство-времето, образуват същината на математическата формулировка на общата теория на относителността.